# Odontobius ceti
Odontobius ceti is een rondwormensoort uit de familie van de Monhysteridae. De wetenschappelijke naam van de soort is voor het eerst geldig gepubliceerd in 1834 door de Vauzème.